# Unterreitnau

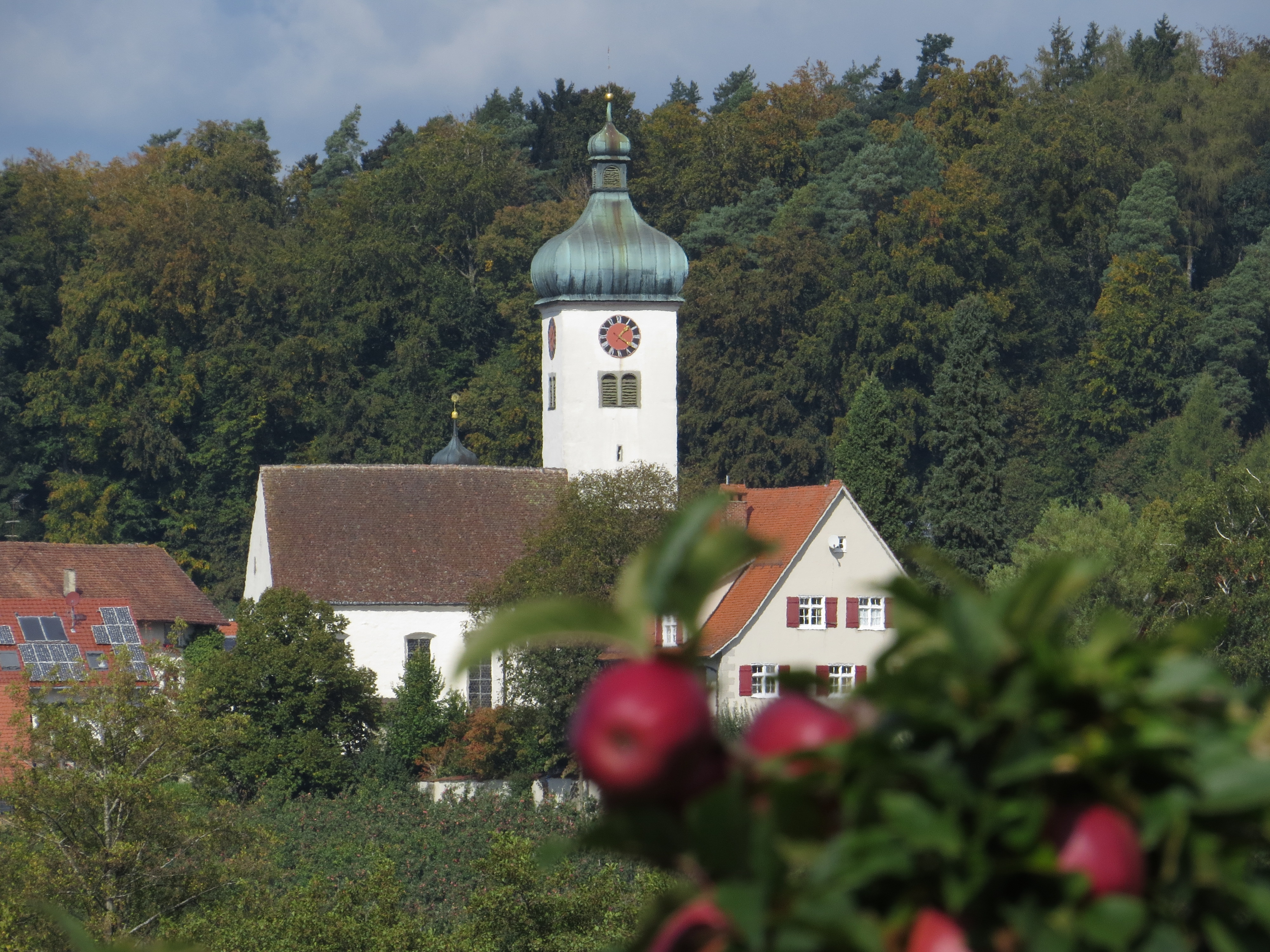
Unterreitnau von Süden

Unterreitnau (mundartlich: Undərraidnao oder Undərroədnao) ist ein Pfarrdorf innerhalb des Stadtgebiets der bayerisch-schwäbischen Stadt Lindau (Bodensee).

## Geografie
Unterreitnau liegt in einem ländlichen Gebiet im Nordwesten der Stadt Lindau.

### Gemarkung
Die ehemalige Gemeinde und heutige Gemarkung Unterreitnau verfügt über eine Fläche von 620,17 Hektar.
Zur Gemarkung zählen die Dörfer Bechtersweiler, Rengersweiler, Eggatsweiler, Hörbolz, Dürren, Rickatshofen sowie die Weiler Hörbolzmühle, Wiesfleck, Unterwaltersberg. Nach der Volkszählung vom 25. Mai 1987 wurde die Bevölkerung der Gemarkung mit 454 Personen beziffert.

### Nachbargemeinden
Die Gemarkung Unterreitnau grenzt im Süden an die Gemeinden Bodolz und Wasserburg, im Westen und Norden an die Gemeinden Kressbronn und Tettnang des baden-württembergischen Bodenseekreises.
Im Osten und Südosten schließen sich die Lindauer Stadtteile Oberreitnau und Schönau an.

## Geschichte
Erste Siedlungen der Alemannen in diesem Gebiet lassen sich für das 8. Jahrhundert nachweisen, die erstmalige urkundliche Erwähnung Unterreitnaus geht auf das Jahr 805 zurück.
Der Ortsadel der Reitenauer ist ab 1325 belegt. 1376 (in anderen Quellen nach 1384) verkauften sie ihre Burg zu Unterreitnau mit Zugehörde an den Ravensburger Bürger Hans Hübschli. Als späterer Besitzer ist die Ravensburger Patrizierfamilie der Schindelin bekannt, die seit 1518 Inhaber des St. Gallischen Lehens Unterreitnau waren und bis 1706 überwiegend auf dem heute abgegangenen Schloss wohnten.
Im Jahr 1626 wurden 19 Häuser im Ort gezählt. Im Jahr 1791 fand die Vereinödung in Unterreitnau statt.
Nach dem Übergang an Bayern 1802 wurde 1818 durch das bayerische Gemeindeedikt die Gemeinde Unterreitnau als Gebietskörperschaft begründet.
Am 1. Juli 1971 wurde Unterreitnau mit der Nachbargemeinde Oberreitnau zur Gemeinde Reitnau zusammengelegt, welche am 1. Januar 1976 im Zuge der Gemeindegebietsreform nach Lindau eingemeindet wurde.

## Sehenswürdigkeiten

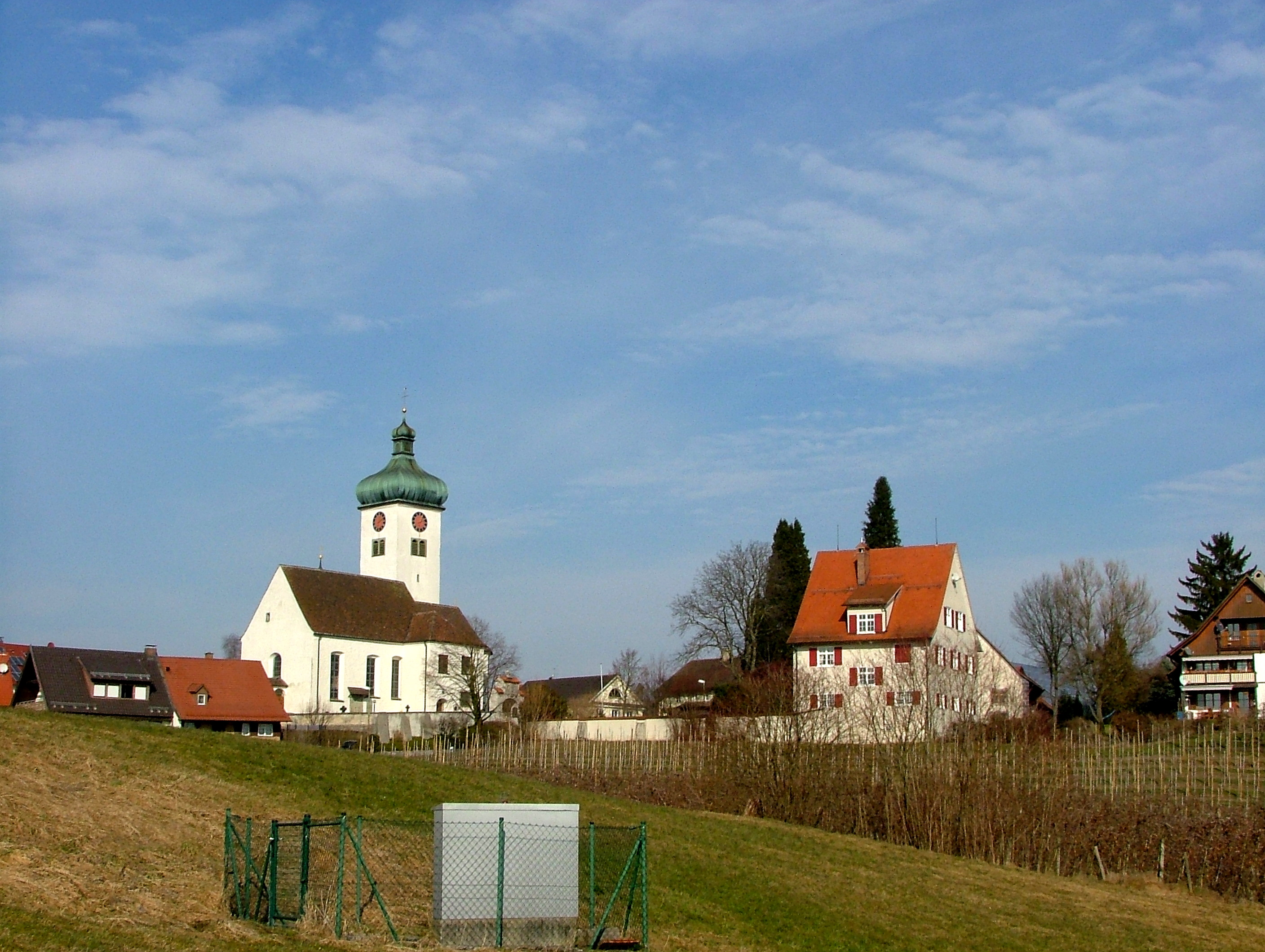
Pfarrkirche Unterreitnau

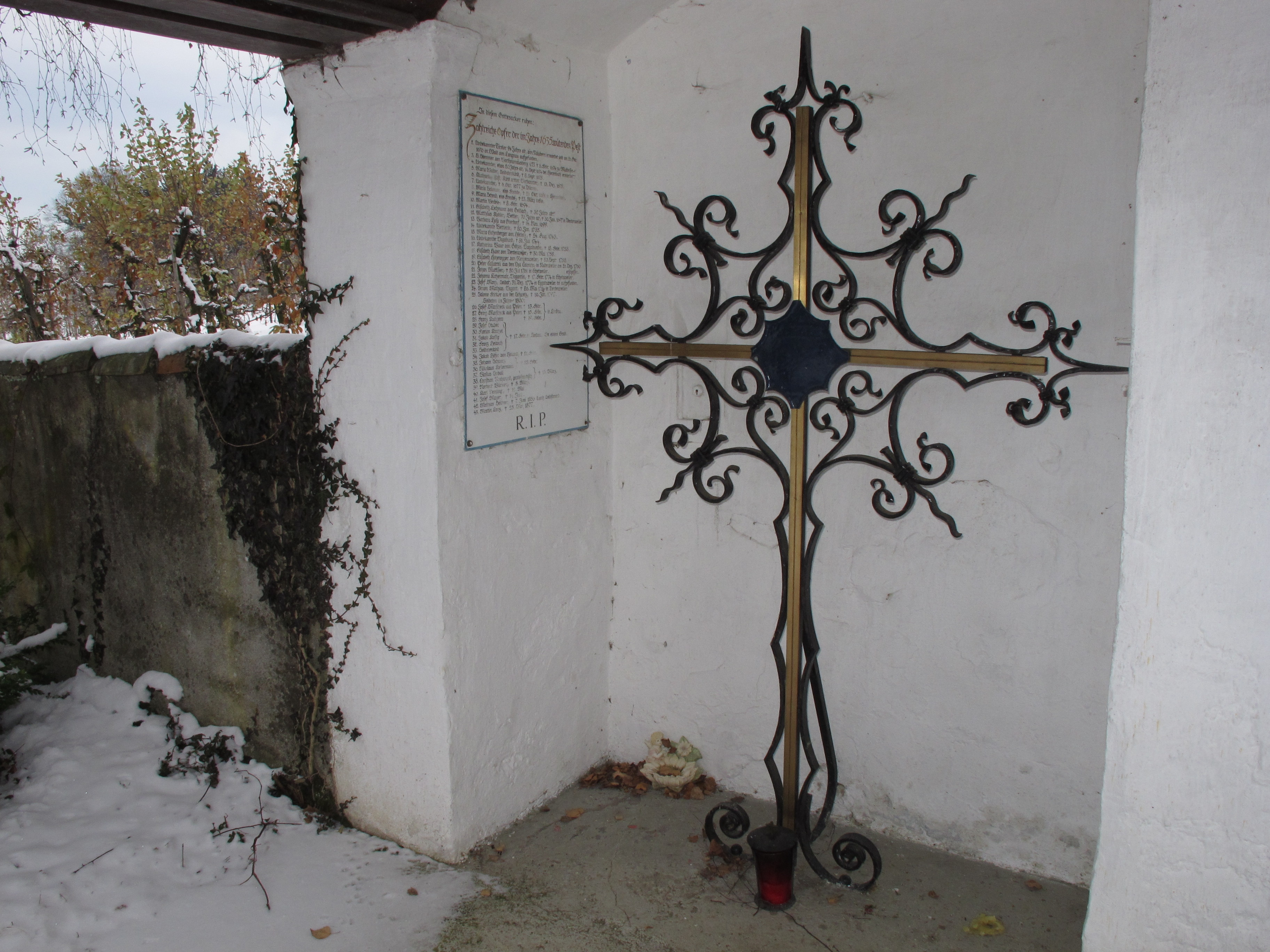
Pestfriedhof

### Pfarr- und Wallfahrtskirche St. Urban und St. Sylvester
Der Turmunterbau dieser katholischen Pfarrkirche stammt wohl aus dem 14./15. Jahrhundert. Der Chor und die Westwand des Langhauses wurden gegen Ende des 15. Jahrhunderts erstellt. 1690 erfolgte eine Erweiterung und der Anbau der Josefskapelle.

### Pestfriedhof
Nördlich von Rickartshofen liegt ein ehemaliger Pestfriedhof der Stadt Lindau. Der rund 350 Quadratmeter große „Totenacker“ mit kleiner offener Kapelle wurde von Johann Philipp von Schindelin (1606–1681) gestiftet und diente im Jahr 1635 zahlreichen Pestopfern als letzte Ruhestätte.

### Baudenkmäler
Siehe: Liste der Baudenkmäler in Unterreitnau

## Persönlichkeiten
- Günther Herzfeld-Wüsthoff (1893–1969), Schriftsteller